# Mark Payne
Pour les articles homonymes, voir Payne.
Mark Christopher Payne, né le 17 juin 1988 à Lubbock au Texas, est un joueur américain de basket-ball.

## Biographie
Après avoir foulé les parquets d'Espagne et de Grèce, Mark Payne signe en France au Champagne Châlons Reims Basket pour la saison 2014-2015. Son expérience en Champagne est concluante puisqu'il est nommé MVP de la 12e journée de Pro A avec 21 points à 6/10 aux tirs et 9/10 aux lancers, 6 rebonds, 7 passes, 3 interceptions, 4 balles perdues et 6 fautes provoquées pour 28 d'évaluation en 37 minutes, et de la 28e journée de Pro A avec 20 points à 5/8 aux tirs et 10/10 aux lancers-francs, 9 rebonds, 3 passes, 8 interceptions et 8 fautes provoquées pour 36 d'évaluation en 36 minutes. Il conclut d'ailleurs l'exercice 2014-2015 en étant distingué dans le meilleur 5 de Pro A.
Le 30 juin 2015, le champion de France, Limoges, signe pour deux saisons Mark Payne, révélation du CCRB qui a terminé 3e dans la course au titre de MVP de la saison régulière de Pro A derrière les Français Adrien Moerman et Antoine Diot.
Il retrouve ainsi l'Euroligue, qu'il avait disputée en 2012 sous les couleurs de Malaga. Cependant, à l’issue d’une saison sportive délicate, le club limousin et l’ailier US se séparent d’un commun accord.
Le 1er juin 2016, il choisit de revenir à Châlons-Reims. Cependant, à l'issue de cette saison, il décide de mettre un terme à sa carrière sportive à cause de problèmes cardiaques.

## Clubs successifs
- 2011-2012 :
  -  Unicaja Malaga (Liga Endesa)
  -  CB Axarquía (LEB Oro)
- 2012-2013 :  Panionios BC (ESAKE)
- 2013-2014 :  PAOK Salonique (ESAKE)
- 2014-2015 :  Châlons-Reims Basket (Pro A)
- 2015-2016 :  Limoges CSP (Pro A)
- 2016-2017 :  Châlons-Reims Basket (Pro A)

## Distinctions
- 3e MVP de la saison régulière de Pro A 2014-15
- élu dans le meilleur 5 de Pro A 2014-15
- sélectionné pour le All-Star Game LNB 2014